# 国家会展中心 (上海)

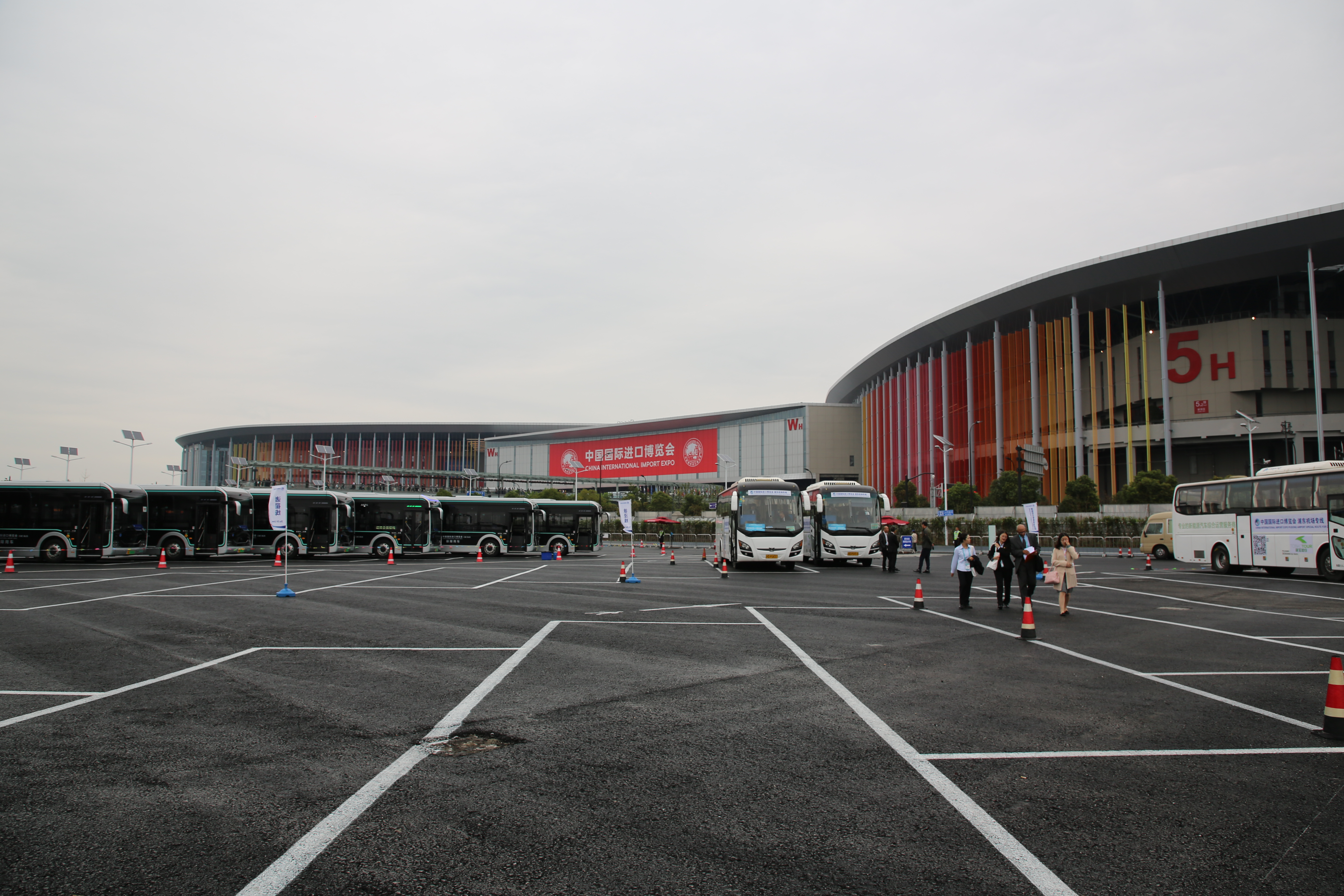
国家会展中心

国家会展中心（こっかかいてんちゅうしん）は、中華人民共和国上海市青浦区虹橋商業地区にあり、世界で2番目に大規模なコンベンションセンターである。

## 歴史
2014年12月31日に完成した。総面積86万平方メートル、建築面積147万平方メートル、そのうち屋内展示場は40万平方メートル、屋外展示場10万平方メートル。中華人民共和国商務部と上海市人民政府が共同で建設した。
2015年から上海モーターショー、2018年から毎年開催される中国国際輸入博覧会などが開催されている。2019年7月、会場に税関を設置することを決定した。2022年3月、上海で新型コロナウイルス感染症（COVID-19）のクラスターが発生し、臨時病院として使用された。

## 開催イベント
- AKB48（2019年8月24日）
- 星野源（2019年11月23日）